# 揚丘坎
扬丘坎（羅馬化：Yanchukan）是俄罗斯布里亚特共和国的市级镇，属北贝加尔区，位于上安加拉河左岸附近地区，在共和国首府乌兰乌德东北。
该地2021年人口有244人；2010年人口392；2002年人口539；1989年人口1,462。